# 科爾科瓦杜國家公園

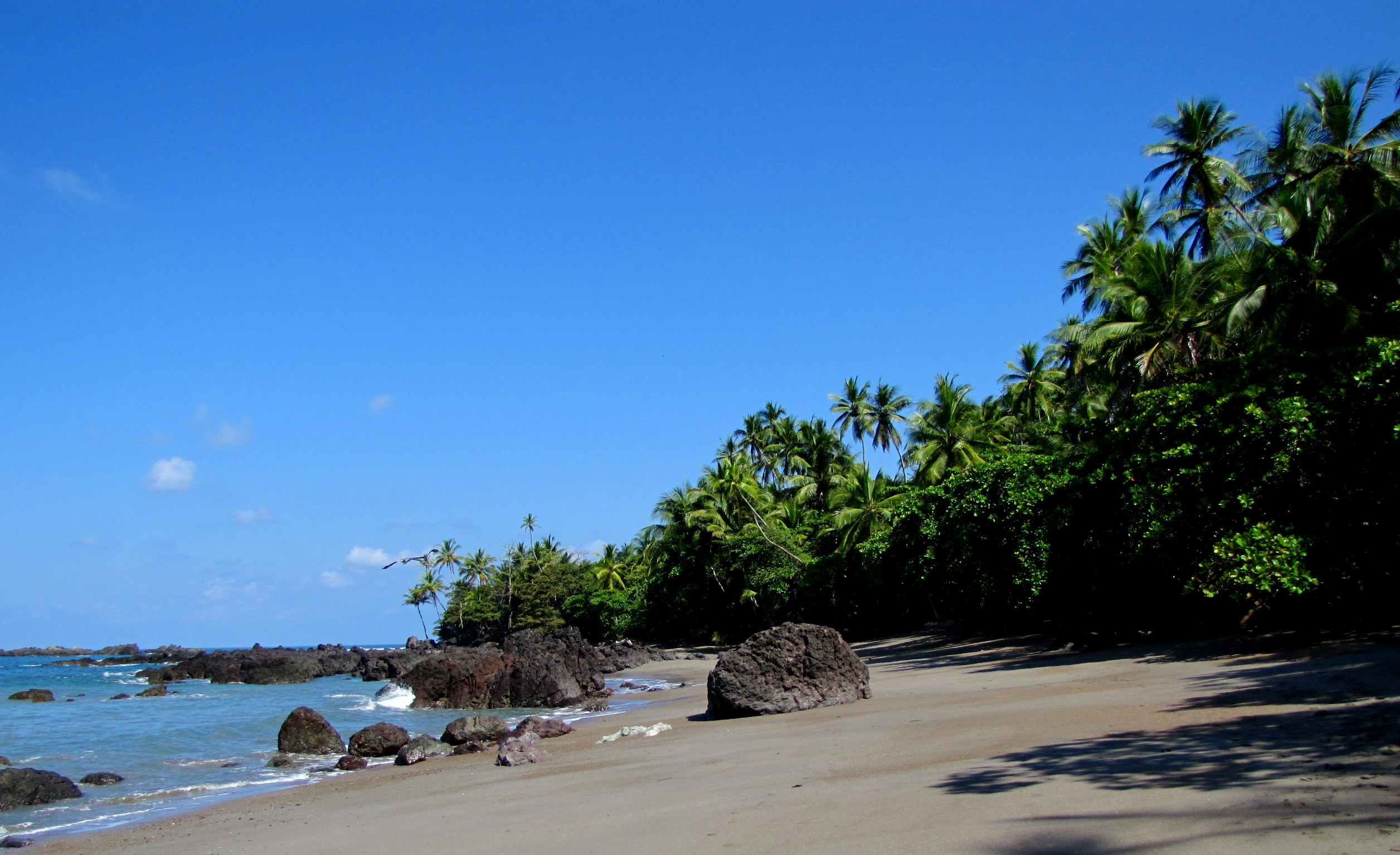

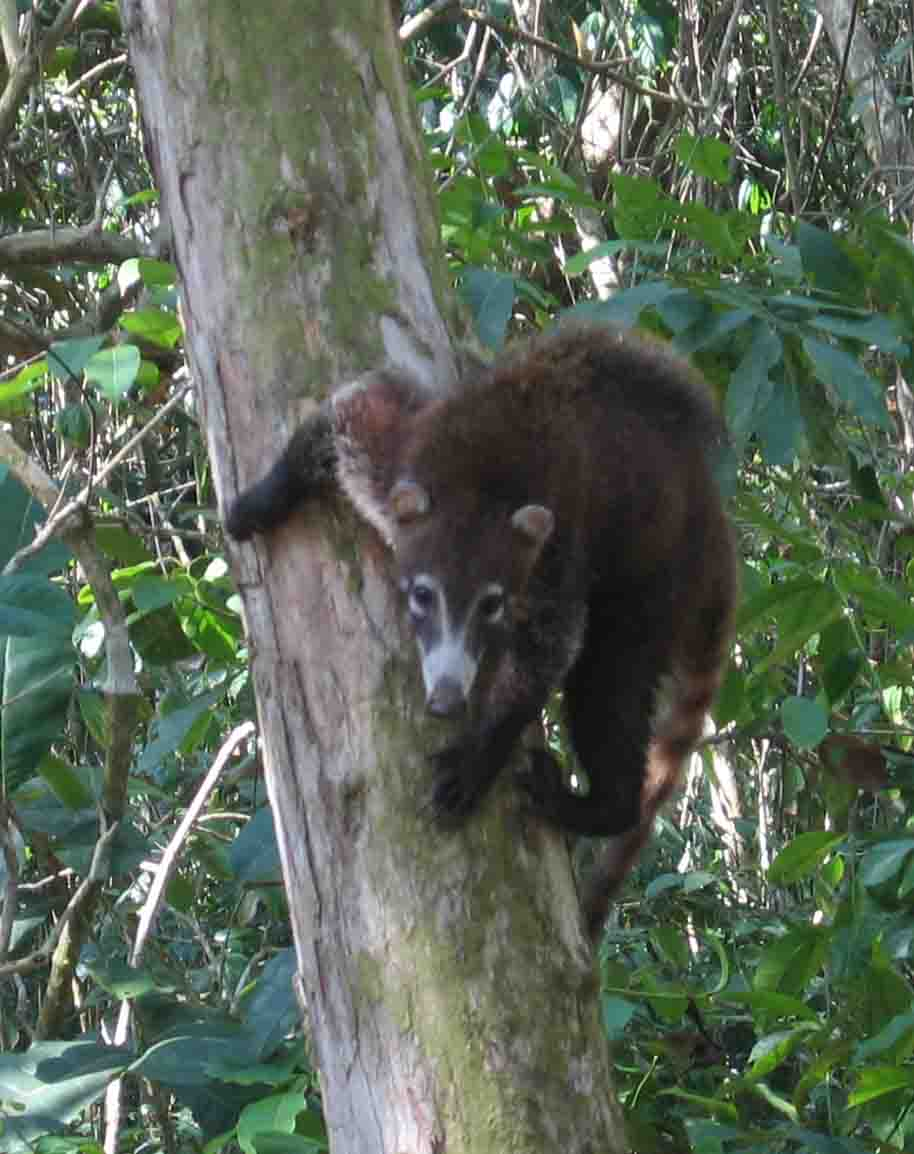

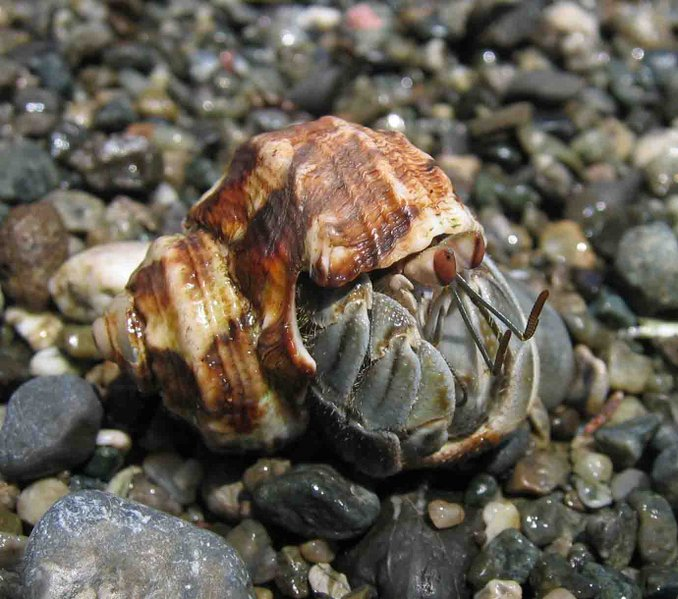

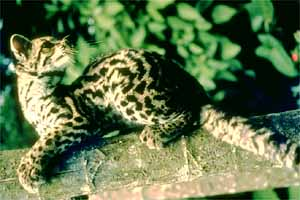

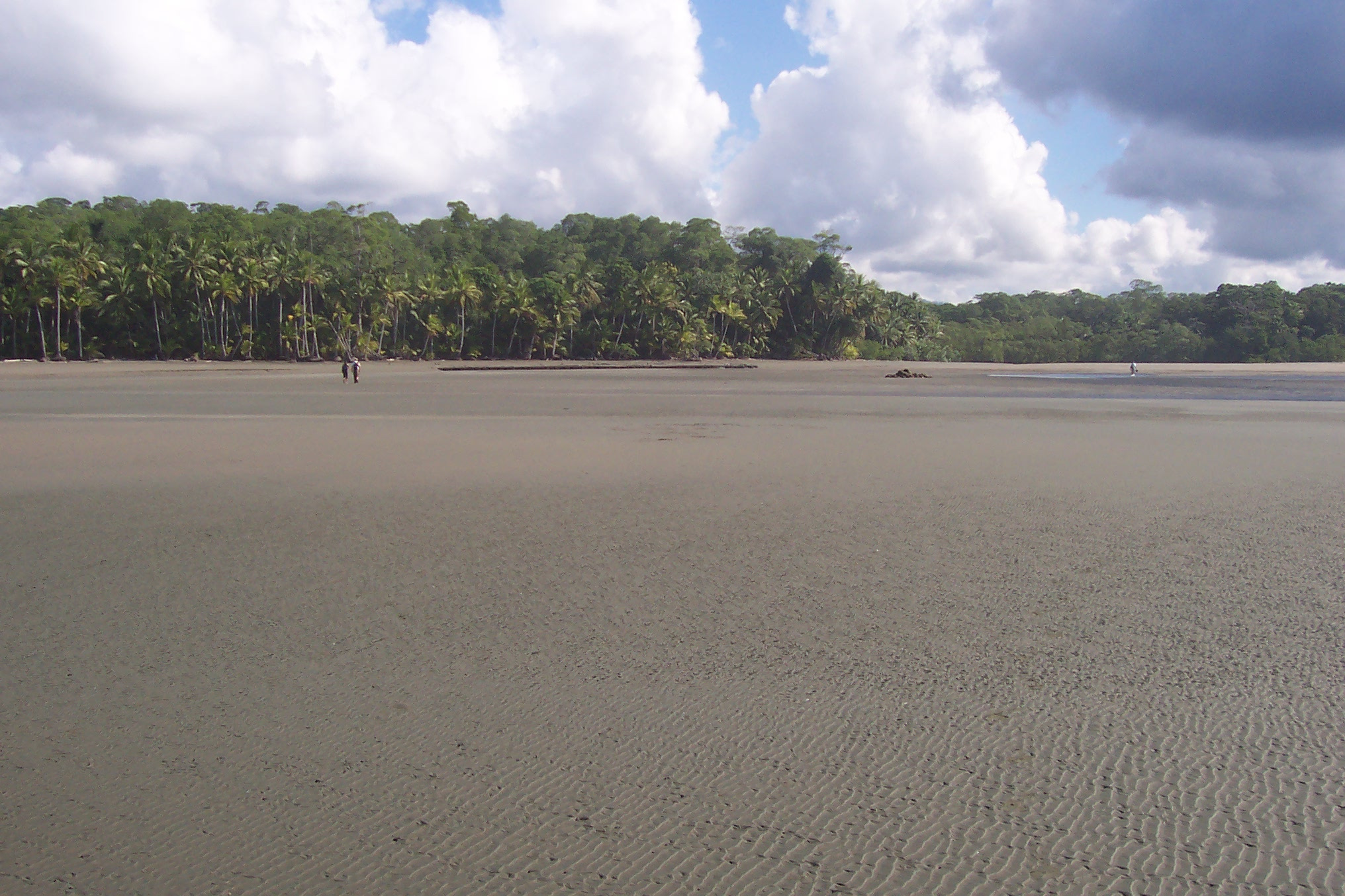

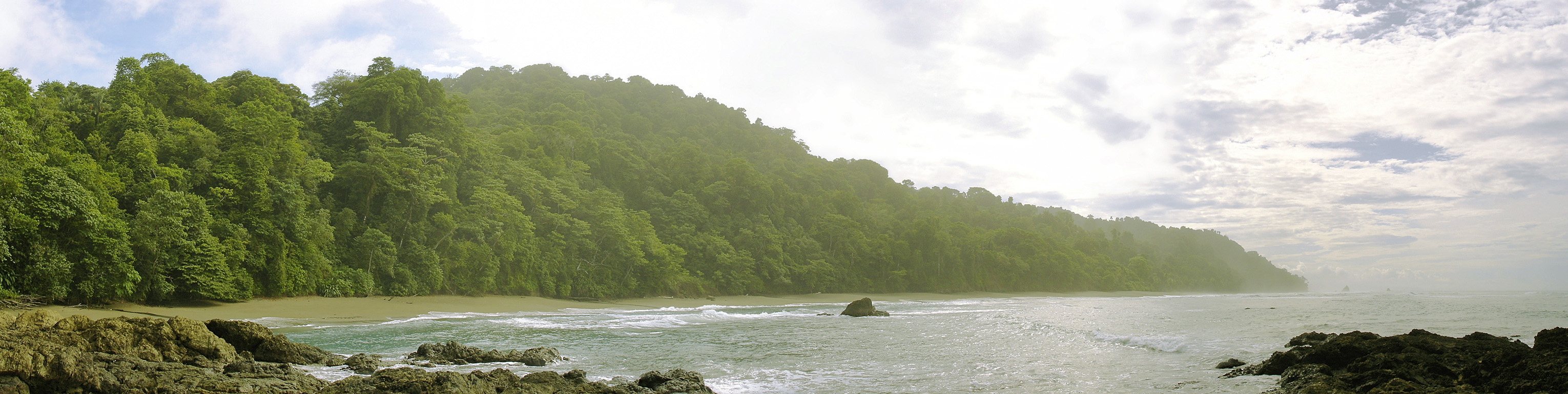

科爾科瓦杜國家公園是哥斯達黎加的國家公園，位於該國西南部奧薩半島，由蓬塔雷納斯省負責管轄，面積425平方公里，成立於1975年10月24日。

## 外部連結
- practical information for visitors （页面存档备份，存于）
- extensive background information
- GringoGuideTravel: Maps and detailed descriptions of the trails in Corcovado.